# Planckmassa
Planckmassa, betecknat {\displaystyle m_{\text{P}}}, är en massenhet och en av de grundläggande Planckenheterna, ett måttenhetssystem som bygger på naturliga enheter. Planckmassa definieras som:
{\displaystyle m_{\text{P}}={\sqrt {\frac {\hbar c}{G}}}}
där {\displaystyle G} är gravitationskonstanten, {\displaystyle \hbar } Diracs konstant och {\displaystyle c} ljusets hastighet i vakuum.
Dess värde är ungefär 2,176 51(13) × 10−8 kg eller 1,311 × 1019 u.